# 愛到發燒
電影《愛到發燒》(2008)，導演林震宇，編劇林震宇。主演趙碩之，李柏煥。講述三段戀愛故事，失戀的阿櫻(趙碩之)找阿木(李柏煥)相陪，此時，原來對櫻懷有好感的木才知道櫻早已戀上髮型師阿賓。木在公園遇上髮型師阿甘，在錯模之下差點發展了一段超出同性友誼的乒乓波情緣。阿萊深愛的女人走了，他連最愛的古董沙發都想賣掉，忘記一切。寂寞一夜，失戀的阿萊與阿櫻相遇，阿櫻心內泛起一陣悸動。
《愛到發燒》為香港亞洲電影節2008參展電影。